# Biodata
Biodata – termin dotyczący danych biograficznych używany w psychologii organizacji oraz pracy. Jest to dość szeroki termin obejmujący różnorodne informacje dotyczące historii życia. Obejmuje on takie kategorie informacji jak: wiek, wykształcenie, doświadczenia zawodowe, nagrody i kary, szczególnych życiowych aktywności i zainteresowań, postaw, wartości itp. Informacje tego typu zbierane są najczęściej w procesie selekcji i klasyfikacji kandydatów do pracy. Zakłada się przy tym, że przeszłe zachowania, doświadczenia czy właściwości jednostki mogą być wykorzystywane do przewidywania kariery zawodowej. Założenie to wynika stąd, że wiele ludzkich postaw czy wartości i powiązanych z nimi zachowań nie zmienia się szybko w czasie, a więc obecne zachowanie może być podobne do wcześniejszych zachowań.
W celu zbierania danych biograficznych (biodata) opracowuje się różnego rodzaju kwestionariusze lub poddaje się analizie dane pochodzące z curriculum vitae.